# Калачики (Тугулимський міський округ)
Кала́чікі (рос. Калачики) — присілок у складі Тугулимського міського округу Свердловської області.
Населення — 98 осіб (2010, 122 у 2002).
Національний склад станом на 2002 рік: татари — 84 %.